# Коммунары (станция)
Коммунары (бел. Камунары) — железнодорожная станция в городе Костюковичи. Располагается на однопутной тепловозной линии Орша - Кричев - Унеча между станцией Волосковня и о.п. Новолиповский. Станция относится к Могилёвскому отделению Белорусской железной дороги.

## История
С 1918 по 1923 гг. станция именовалась Костюковичи, а движение было доступно только в направлении г. Унеча

## Движение
По состоянию с апреля по декабрь 2016 года вокзал отправляет и принимает поезда следующих направлений:

##### Поезда межрегиональных линий эконом-класса
| № поезда | маршрут следования |
| -------- | ------------------ |
| 634Б     | Орша - Коммунары   |
| 633Б     | Коммунары - Орша   |

##### Поезда региональных линий бизнес-класса
| № поезда | маршрут следования  |
| -------- | ------------------- |
| 780Б     | Могилёв - Коммунары |
| 786Б     | Коммунары - Кричев  |
| 776Б     | Могилёв - Коммунары |
| 778Б     | Коммунары - Могилёв |

##### Поезда региональных линий эконом-класса
| № поезда | маршрут следования       |
| -------- | ------------------------ |
| 6551     | Кричев - Белынковичи     |
| 6552     | Белынковичи - Кричев     |
| 6541     | Кричев - Коммунары       |
| 6542     | Коммунары - Кричев       |
| 6543     | Кричев - Коммунары       |
| 6544     | Коммунары - Кричев       |
| 6545     | Кричев - Сураж           |
| 6547     | Кричев - Коммунары       |
| 6548     | Коммунары - Кричев       |
| 6546     | Сураж - Орша-Центральная |
| 6549     | Кричев - Белынковичи     |
| 6550     | Белынковичи - Кричев     |